# Monts Wallowa
Pour les articles homonymes, voir Wallowa.
Les monts Wallowa sont une chaîne de montagnes située sur le plateau du Columbia, au nord-est de l'Oregon aux États-Unis. Elle mesure environ 64 km du nord-ouest au sud-est dans le comté de Wallowa, entre les montagnes Bleues à l'ouest et la rivière Snake à l'est. Elle est considérée parfois comme une extension des montagnes Bleues. La région est surnommée les « Alpes de l'Oregon ».
Une grande partie de la chaîne est intégrée à la Eagle Cap Wilderness (en), dans la forêt nationale de Wallowa-Whitman.

## Géographie
La chaîne est drainée par la Wallowa qui coule sur son côté nord, son affluent, la Minam (en), qui coule à l'ouest et la rivière Imnaha à l'est.
Son point culminant est le pic Sacajawea qui s'élève à 2 999 m d'altitude. Il est le sixième sommet le plus élevé de l'Oregon et le plus haut en dehors de la chaîne des Cascades.

## Climat
Dans les montagnes, la plupart des précipitations tombent sous forme de neige, dont le cumul est le plus fort en mars. Les précipitations sont essentiellement orographiques. Sur les sommets, le total annuel représente 2 500 mm/an contre 250 mm dans les vallées.

## Source
- (en) Cet article est partiellement ou en totalité issu de l’article de Wikipédia en anglais intitulé « Wallowa Mountains » (voir la liste des auteurs).